# ハワード・アイズリー
ハワード・アイズリー（Howard Jonathan Eisley、1972年12月4日 - ）は、アメリカ合衆国・ミシガン州デトロイト出身の元バスケットボール選手、現指導者。現在はNBAのニューヨーク・ニックスのアシスタントコーチを務めている。

## 経歴
地元デトロイトのサウスウェスタン高校時代にジェイレン・ローズやボション・レナードと共に過ごし、大学はボストン・カレッジで4年間プレー。1994年のNBAドラフトでミネソタ・ティンバーウルブズから30位で指名されNBA入りするも、1995年2月に解雇。同月26日にサンアントニオ・スパーズと10日間契約を結ぶも翌月18日に解雇と、ルーキーシーズンは苦しいシーズンを送り、CBAで残りシーズンを過ごした。
1995-96シーズンからはユタ・ジャズに所属し、ジャック・ヴォーンと共にジョン・ストックトンの控え役として重宝される。1997年、1998年と、マイケル・ジョーダン率いるシカゴ・ブルズとNBAファイナルで対決するも、いずれも敗退した。
2000-01シーズンはダラス・マーベリックスでプレー。以降はニューヨーク・ニックス、フェニックス・サンズ、2004-05シーズンは再びユタ・ジャズでプレー。2005-06シーズンはロサンゼルス・クリッパーズとデンバー・ナゲッツでプレー。2006年7月にJ・R・スミスとのトレードでシカゴ・ブルズに放出された後解雇され、引退した。

## コーチ歴
2010年にロサンゼルス・クリッパーズの選手育成部門担当コーチに就任。2014年にワシントン・ウィザーズのアシスタントコーチに就任した。